# Transmission parallèle
 (mars 2016).
Si vous disposez d'ouvrages ou d'articles de référence ou si vous connaissez des sites web de qualité traitant du thème abordé ici, merci de compléter l'article en donnant les références utiles à sa vérifiabilité et en les liant à la section « Notes et références ».
La transmission parallèle consiste à transmettre des éléments d'information sur plusieurs voies simultanément. Elle s'oppose à la transmission série où les informations doivent être découpées avant d'être envoyées (car il y a moins de lignes de communication disponibles que de bits nécessaires pour transmettre l'information).
À grande distance, la multiplicité des conducteurs nécessaires pour la transmission parallèle lui a fait préférer dès l'origine la transmission série dans des télécommunications. Les premiers appareils de télex à codage parallèle en code Baudot transmettaient en série sur une seule ligne téléphonique les cinq éléments de signal correspondant aux perforations.
À courte distance, la transmission parallèle offre l'avantage, quand les appareils traitent les données par des relations logiques simultanées entre les éléments d'information, de pouvoir se faire directement entre leurs bornes d'entrée et de sortie. Cependant, quand la durée entre deux données consécutives est du même ordre de grandeur que le temps de propagation du signal dans la ligne, un grand nombre de problèmes apparaissent avec la transmission de plusieurs bits en parallèle, comme des problèmes de diaphonie ou de désynchronisation, ce qui conduit souvent à préférer la communication série.

## Exemples de protocoles de communication parallèle
- PCI
- AGP
- IEEE 1284
- Port parallèle